# Pierre Tarricq
Pierre Tarricq, né le 18 mai 1929 à Labouheyre (Landes) et mort le 28 mai 1994 à Pau, est un joueur français de rugby à XV, qui a joué avec l'équipe de France, la Section paloise et le FC Lourdes au poste de trois quart aile ou d'arrière (1,70 m pour 72 kg). Tarricq est le 476e international français.
Son fils, Bruno Tarricq, a été président du club Pau-Nord Est à partie de 1992, travaillant à la fusion entre Pau-Nord-Est et l'Elan Béarnais,.

## Carrière de joueur

### Section paloise
Pierre Tarricq débute en équipe première de la Section paloise en 1950, au sein d'une ligne de trois-quarts jeune et prometteuse, composée de plusieurs joueurs particulièrement talentueux, dont les centres André Carrère et Jean Hatchondo, l'arrière Robert Labarthète et le demi d'ouverture Antoine Jimenez, présenté comme l'un des meilleurs de France à son poste.
Tarricq quitte le club en 1954 pour rejoindre le FC Lourdes, avec qui il deviendra international.

### FC Lourdes
Il joue en club avec le FC Lourdes. Il dispute son premier test match le 9 mars 1958 contre l'équipe d'Australie, et le dernier contre l'équipe d'Irlande le 19 avril 1958. Tarricq fait partie de l'équipe qui s'impose à Cardiff.

## Entraineur
Pierre Tarricq devient entraineur de l'Avenir de Bizanos en 1962.

## Palmarès
- Champion de France (Bouclier de Brennus) en 1956, 1957, 1958 et 1960
- Challenge Yves du Manoir en 1956
- Finaliste du championnat en 1955 (sans être sur la feuille de match)

## Statistiques en équipe nationale
- Sélections en équipe nationale : 4 en 1958
- Tournoi des Cinq Nations disputé : 1958